# Diego Coelho
Diego Martín Coelho Díaz (Montevideo, Uruguay, 28 de enero de 1995) es un futbolista uruguayo. Juega de delantero y actualmente se encuentra en Cobresal de la Primera División de Chile. Es hijo del exfutbolista Walter Fabián Coelho.
Es surgido de las inferiores de Nacional, debutando como profesional en aquel club en 2017. Defendiendo la camiseta de Cerro resultó siendo el goleador de la Segunda División uruguaya 2021, con 11 goles.

## Clubes
| Club              | País    | Año       |
| ----------------- | ------- | --------- |
| Nacional          | Uruguay | 2017-2018 |
| Boston River      | Uruguay | 2018-2019 |
| Defensor Sporting | Uruguay | 2020-2021 |
| Cerro             | Uruguay | 2021      |
| Curicó Unido      | Chile   | 2022-2023 |
| Cobresal          | Chile   | 2024-Act  |

## Palmarés

### Distinciones individuales
| Distinción                                            | Año  |
| ----------------------------------------------------- | ---- |
| Goleador de la Segunda División de Uruguay (11 goles) | 2021 |